# Lutzomyia punctigeniculata
Lutzomyia punctigeniculata är en tvåvingeart som först beskrevs av Floch H., Abonnenc E. 1944.  Lutzomyia punctigeniculata ingår i släktet Lutzomyia och familjen fjärilsmyggor. Inga underarter finns listade i Catalogue of Life.